# Khalid Hamid
Khalid Hamid, född den 3 februari 1961 i Gujranwala i Pakistan, är en pakistansk landhockeyspelare.
Han tog OS-guld i herrarnas landhockeyturnering i samband med de olympiska landhockeytävlingarna 1984 i Los Angeles.